# Vukmanić - cret
Vukmanić - cret este o arie protejată (sit de importanță comunitară — SCI) din Croația întinsă pe o suprafață de 14,54 ha, integral pe uscat.

## Localizare
Centrul sitului Vukmanić - cret este situat la coordonatele 45°25′49″N 15°38′36″E / 45.430171°N 15.643425°E.

## Înființare
Situl Vukmanić - cret a fost declarat sit de importanță comunitară în iulie 2013 pentru a proteja un număr necunoscut de specii din flora spontană și fauna sălbatică aflate în arealul zonei.

## Biodiversitate
Situată în ecoregiunea continentală, aria protejată conține 1 habitat natural: Mlaștini turboase de tranziție și turbării mișcătoare.
La baza desemnării sitului se află un număr nedeclarat de specii protejate.